# フィッシャー・ブラック
フィッシャー・ブラック（Fischer Sheffey Black、1938年1月11日 - 1995年8月30日）は、アメリカの数学者、経済学者。ワシントンD.C. 出身。

## 来歴
1964年に応用数学でハーバード大学から博士号を受けた後、アーサー・D・リトル社に職を得る。そこでCAPM理論の創始者の一人ジャック・トレイナーと出会い、金融工学へ進むきっかけを得た。1971年実業界から研究者の途に戻り シカゴ大学 ブース経営学大学院教授、MIT スローン経営学大学院教授を歴任。
1973年、オプションの価格算定式である ブラック-ショールズ(Black-Scholes)方程式を考案した。この方程式は金融経済学における三大成果の一つである。1984年には、ゴールドマン・サックス社に招聘されるなど、自己の理論の実践にも並々ならぬ興味を持ち続けた。
その後も研究を深耕し、1990年、エマニュエル・ダーマンと共にブラック–ダーマン–トイのオプション評定価格モデルを著すなど業績を上げていたが、1995年、癌に倒れた。